# Čapljinac
Čapljinac (em cirílico: Чапљинац) é uma vila da Sérvia localizada no município de Doljevac, pertencente ao distrito de Nišava. A sua população era de 918 habitantes segundo o censo de 2011.

## Demografia
| 1948 | 1953 | 1961 | 1971 | 1981 | 1991 | 2002 | 2011 |
| ---- | ---- | ---- | ---- | ---- | ---- | ---- | ---- |
| 943  | 1017 | 1034 | 1050 | 1125 | 1104 | 1008 | 918  |